# Žetva
Žetva se odnosi na radove u poljoprivredi koji su potrebni za ubiranje plodova.
Značajni faktori su primjerice odabir dana kada je koji žetveni plod sasvim zreo i kada je spreman za žetvu ili vremenski uvjeti.
Strojevi za žetvu su primjerice kombajni ili traktori. 

## Galerija
- Žetva, Bosna i Hercegovina
- Žetva oko 1920., Rumunjska
- Žetva kukuruza
- Žetva u Schwarzwaldu 1942.